# ابن بنت الشافعي
أبو محمد أحمد بن محمد بن عبد الله بن محمد بن العباس بن عثمان بن شافع بن السائب بن عبيد بن عبد يزيد بن هاشم بن المطلب بن عبد مناف المطلبي الشافعي نسباً ومذهباً. وهو ابن بنت الإمام الشافعي. قال الإمام النووي: «هكذا يعرف في كتب أصحابنا وغيرهم». وأمه زينب بنت الإمام الشافعي.
ذكر الإمام النووي خلافاً في اسمه وكنيته ثم قال: «ويقع في كتب أصحابنا اختلاف كثير في اسمه وكنيته، والصحيح المعروف الأول (وهو المذكور هنا)، فاحفظ ما حققته لك في نسبه وكنيته».
وقال النووي: وذكر أبو الحسن الرازي أنه واسع العلم، وكان جليلاً فاضلاً، قيل لم يكن في آل شافع بعد الإمام الشافعي أجل منه.
تكرر اسم ابن بنت الشافعي في «الروضة» و«المهذب» وغيرهما من كتب المذهب الشافعي.